# 남부 행정구

남부 행정구의 위치

남부 행정구 또는 유즈니 행정구(러시아어: Южный административный округ)는 모스크바의 구이다. 16개의 행정 구역으로 구성되어 있다.